# Irlanda en los Juegos Paralímpicos de Arnhem 1980
Irlanda estuvo representada en los Juegos Paralímpicos de Arnhem 1980 por un total de 23 deportistas, 14 hombres y nueve mujeres.

## Medallistas
El equipo paralímpico irlandés obtuvo las siguientes medallas:
| Nombre                       | Deporte            | Evento                 |
| ---------------------------- | ------------------ | ---------------------- |
| Oro                          |                    |                        |
| Rosaleen Gallagher           | Atletismo          | Pentatlón 1B femenino  |
| Paul Smyth                   | Bolos sobre hierba | Individual C masculino |
| Bill Ensor Paul Smyth        | Bolos sobre hierba | Dobles C masculino     |
| J. Toomey                    | Tenis de mesa      | Individual 1A femenino |
| Plata                        |                    |                        |
| W. Donnell P. McGoole        | Bolos sobre hierba | Dobles 1A-1B masculino |
| Frances O'Sullivan J. Toomey | Tenis de mesa      | Equipo 1B femenino     |
| Bronce                       |                    |                        |
| Rosaleen Gallagher           | Atletismo          | 60 m 1B femenino       |
| Rosaleen Gallagher           | Atletismo          | Disco 1B femenino      |
| Rosaleen Gallagher           | Atletismo          | Maza 1B femenino       |
| Cathy Dunne                  | Atletismo          | Disco 3 femenino       |
| Cathy Dunne                  | Atletismo          | Pentatlón 3 femenino   |
| J. Toomey                    | Atletismo          | Eslalon 1A femenino    |
| Patrick McCool               | Atletismo          | Disco 1A masculino     |
| Patrick McCool               | Atletismo          | Maza 1A masculino      |
| Clause Stevens               | Atletismo          | Peso 2 masculino       |
| Bill Ensor                   | Bolos sobre hierba | Individual D masculino |
| Anne Sinnott A. Hendra       | Tenis de mesa      | Equipo 2 femenino      |